# 墨脱栎
墨脱栎（学名：Quercus motuoensis）为壳斗科青冈属下的一个种。